# Krklino
Krklino (macedónul: Крклино) település Észak-Macedóniában, a Pelagonijai körzet Bitolai járásában.

## Népesség
| Lakosok száma | 632  | 702  | 682  | 667  | 714  | 654  | 609  | 611  | 564  |
|               | 1948 | 1953 | 1961 | 1971 | 1981 | 1991 | 1994 | 2002 | 2021 |

2002-ben 611 lakos volt, akik közül 609 macedón, 1 szerb, 1 egyéb.